# 坂本義夫

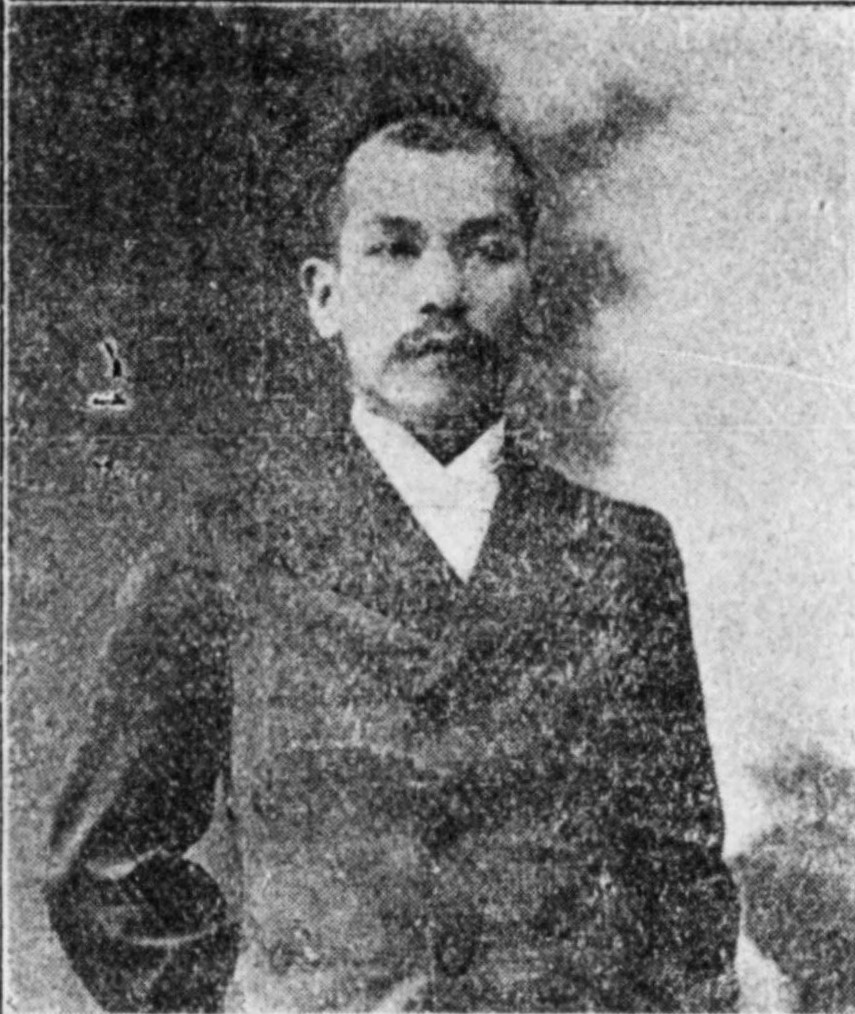
坂本義夫

坂本 義夫（さかもと よしお、1869年4月19日（明治2年3月8日） - 1941年（昭和16年）2月20日）は、日本の政治家、衆議院議員（2期）。

## 経歴
岡山県出身。同志社普通学校と同志社政法学校で学ぶ。帰郷し、中国民報社主幹、同社長となる。また、紡績業を営み、岡山商業会議所名誉議員、山陽高等女学校(現・山陽学園中学校・高等学校)理事、岡山博愛会理事を務めた。
1902年の第7回衆議院議員総選挙において岡山県郡部から憲政本党公認で立候補して初当選する。1903年の第8回衆議院議員総選挙で再選。衆議院議員を2期務めたが、当選無効となり、議員の地位を失った。1941年に死去した。